# 伦斯勒 (纽约州)
伦斯勒（Rensselaer）是美国纽约州伦斯勒县的一座城市，位于奥尔巴尼对面的哈德逊河上。 截至2010年人口普查，城市人口为9,392人。 伦斯勒在县的西部边界。 最早的定居点早在1628年就开始发展。这座城市拥有丰富的工业历史，可追溯到19世纪，当时它成为一个主要的铁路枢纽，维持第14个最繁忙的美铁车站的位置。 它是美国染料行业最早的地点之一，也是美国第一个生产阿司匹林的地点。